# Csőszcincérformák
A csőszcincérformák (Prioninae) a rovarok (Insecta) osztályában  a cincérfélék (Cerambycidae) családjának egy alcsaládja. Mintegy 1000 fajuk ismert, a Kárpát-medencében 4 fajuk él. Általában egységes kinézetű, nagy termetű, sötétbarna vagy fekete színezetű fajok tartoznak ide, köztük találhatóak a legnagyobb cincérek is.

## Elterjedésük
Magyarországon négy nembe tartozó 4 faj előfordulása bizonyított.

## Rendszerezésük
Acanthinoderini
Acanthophorini
Aegosomatini
Anacolini
Cacoscelini
Callipogonini (Thomson, 1860)
Calocomini
Cantharocnemini
Eurypodini
Hopliderini
Macrodontiini
Macrotomini (Thomson, 1860)
Mallaspini
Meroscelisini (Thomson, 1860)
Prionini (Latreille, 1802)
Solenopterini (Lacordaire, 1869)
Tereticini

## Magyarországon előforduló fajok
AEGOSOMATINI (Thomson, 1860)
Aegosoma (Audinet-Serville, 1832)
Diófacincér (Aegosoma scabricorne) (Scopoli, 1763)
CALLIPOGONINI (Thomson, 1860)
Ergates (Audinet-Serville, 1832)
Ácscincér (Ergates faber) (Linnaeus, 1761)
PRIONINI (Latreille, 1802)
Prionus (Geoffroy, 1762)
Hegedülő csercincér vagy csőszcincér (Prionus coriarius) (Linnaeus, 1758)
MEROSCELISINI (Thomson, 1860)
Tragosoma (Audinet-Serville, 1832)
Kecskecincér (Tragosoma depsarium) (Linnaeus, 1767)